# Hontanares (Guadalajara)
Hontanares es una localidad española, pedanía del municipio de Brihuega, en la provincia de Guadalajara.

## Historia
A mediados del siglo XIX, la villa, por entonces con ayuntamiento propio, tenía una población de 166 habitantes. Aparece descrita en el noveno volumen del Diccionario geográfico-estadístico-histórico de España y sus posesiones de Ultramar de Pascual Madoz de la siguiente manera:

HONTANARES: v. con ayunt. en la prov. de Guadalajara (8 leg.), part. jud. de Brihuega (2), aud. terr. de Madrid (18), c. g. de Castilla la Nueva, dióc. de Sigüenza (4). sit. en llano sobre la cúspide de un cerro, con libre ventilacion y clima sano, las enfermedades mas comunes son algunas pulmonías: fórmanla 54 casas, la consistorial, un horno de pan cocer, las paneras del pósito, cuyo fundo consiste en 54 fan. de centeno, escuela de instruccion primaria frecuentada por un corto número de alumnos, á cargo de un maestro á la vez sacristan, sin mas dotacion por el primer concepto, que la retribucion de los discípulos que asciende de tres celemines á una fan. de trigo, segun las respectivas clases; una igl. parr. (Ntra. Sra. del Populo) servida por un cura cuya plaza es de provision real ú ordinaria, previo concurso; el cementerio, se halla al N. inmediato á la parr. en posicion que no ofende á la salud pública: fuera de la v., aunque muy cercanas á la misma, hay 4 fuentes de buenas aguas, que surten al vecindario. térm.: confina N. Almadrones; E. Alaminos; S. Cogollor, y O. Yela; dentro de él se encuenlran tres fuentes, ademas de las mencionadas: el terreno es escabroso, pedregoso, de poca miga y en su mayor parte de secano, pues solo se riegan unas 100 fan. de tierra por un riach. que brota en el térm.; comprende dos montes poblados de robles. caminos: los locales, de herradura y en mal estado. correo: se recibe y despacha en la estafeta de Brihuega por un cartero. prod.: trigo, cebada, avena, almortas, patatas, cáñamo, algo de miel y uva, todo insuficiente para el consumo; se cria ganado lanar, mular y asnal; caza de conejos, liebres y perdices, ind.: la agrícola y un molino harinero, que solo anda en el invierno. pobl.: 39 vec., 166 alm. cap. prod.: 576,250 rs. imp.: 46,100. contr.: 2,067. presupuesto municipal: 2,540 se cubre con los prod. del horno de pan cocer, molino harinero y reparto vecinal.
(Madoz, 1847, p. 220)

## Demografía
| Gráfica de evolución demográfica de Hontanares entre 1842 y 1970 |
| |
| Población de derecho según los censos de población del INE Población de hecho según los censos de población del INEEntre el censo de 1981 y el anterior, este municipio desaparece porque se integra en el municipio Brihuega |